# 中华盆距兰
中华盆距兰（学名：Gastrochilus sinensis）为兰科盆距兰属下的一个种。其种加词“sinensis”意为“中华的”。